# Corazzata a casamatta

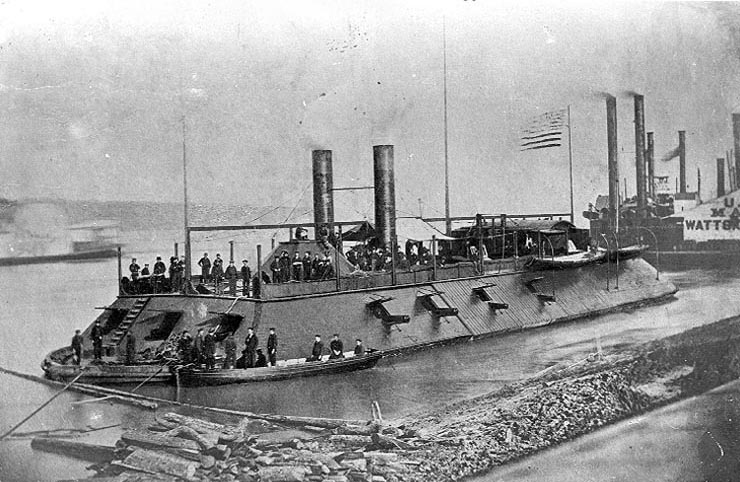
La corazzata a casamatta USS Cairo

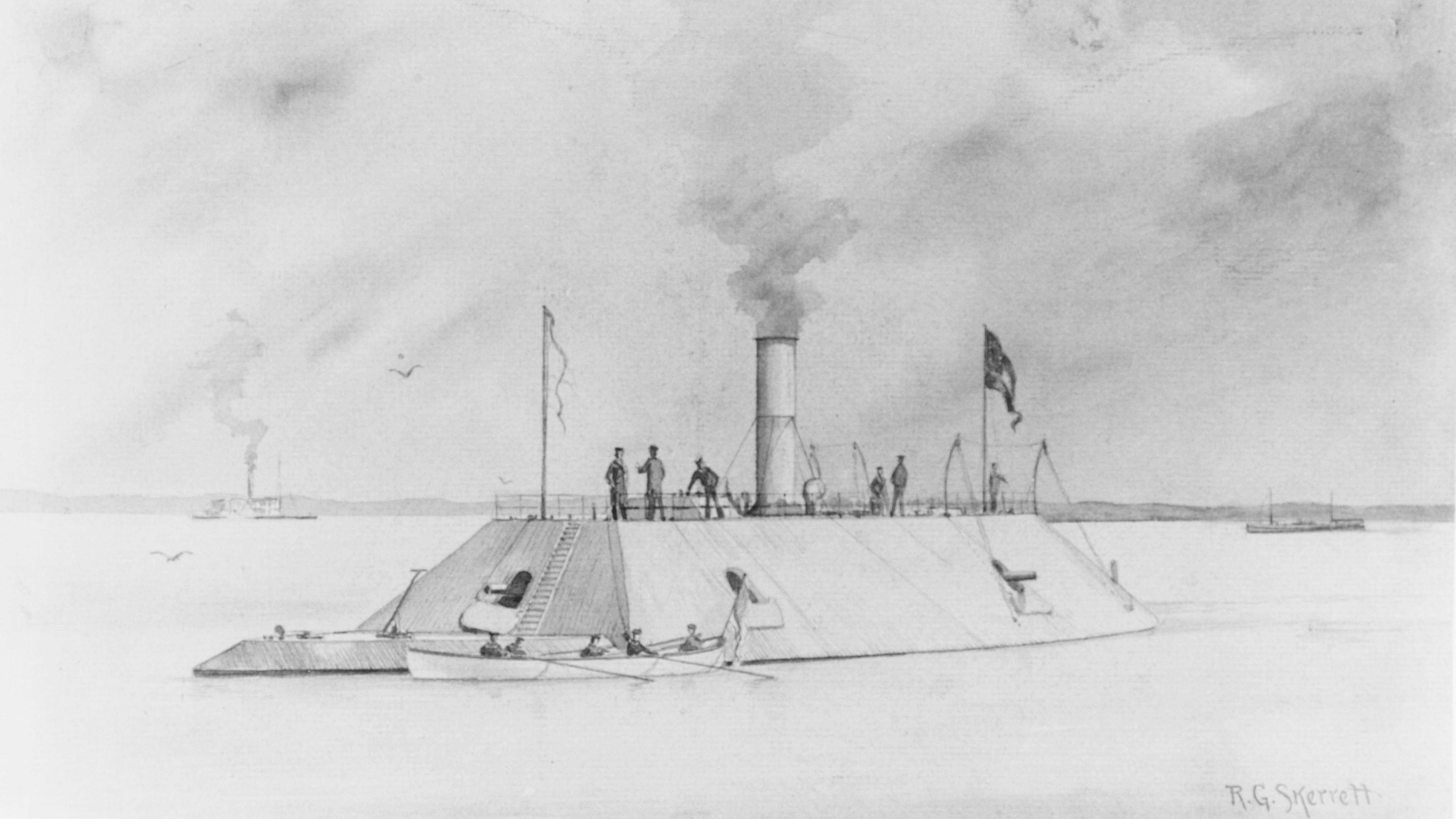
La corazzata a casamatta CSS Palmetto State

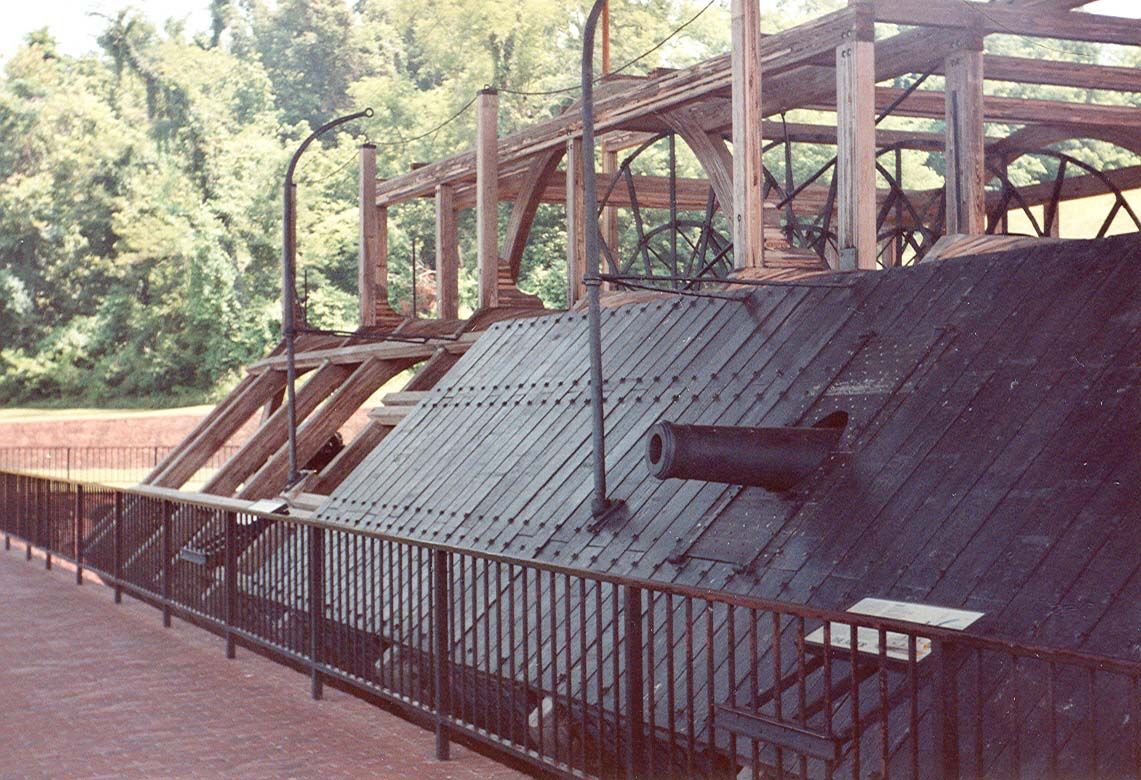
Esempio di cannone che esce dalla casamatta della USS Cairo

La corazzata a casamatta è un tipo di nave corazzata, utilizzata soprattutto durante la guerra civile americana. 
Rispetto alla nave corazzata tradizionale, la corazzata a casamatta non ha i suoi cannoni posti sul ponte di una batteria, ma presenta invece una struttura a casamatta (spesso inclinata) sul ponte principale. Dato che i cannoni sono montati sulla parte superiore della nave e quindi devono sparare attraverso dei portelli fissi, la corazzata a casamatta è vista come una nave intermedia tra le fregate tradizionali e le navi da guerra moderna.
Nel suo aspetto generale, una corazzata a casamatta consisteva in un taglio basso con una piccola opera morta, sul quale veniva costruita una struttura a casamatta blindata. Questo casamatta ospitava da 2 a 15 cannoni, la maggior parte dei quali in posizioni murata come nelle classiche navi da guerra. La pesante corazzatura della casamatta (le corazzate a casamatta della Confederazione arrivarono ad utilizzare corazzature a tre strati d'acciaio) era fissata a grossi supporti di legno ed era inclinata in modo da deviare i colpi diretti (un'inclinazione a 35 gradi divenne rapidamente lo standard). L'armatura venne applicata anche alla parte dello scafo al di sopra della linea di galleggiamento. La casamatta era spesso a forma di scatola, con forme ad ottagono che apparvero nelle ultime fasi della guerra. Dalla cima della casamatta sporgeva una vedetta blindata che serviva da torretta di navigazione, e una o due ciminiere.
Mentre la nave corazzata tradizionale aveva l'armamento disposto in bordata dietro fiancate corazzate verticali, in questo caso si avevano fiancate inclinate e armamento anche in caccia e in ritirata. Quelli tradizionali avevano al massimo due cannoni montati su affusti girevoli sopra il ponte di batteria e non protetti da blindatura.
La corazzata a casamatta era azionata a vapore, sia per mezzo di eliche o da ruote a pale, non ha bisogno di vele o alberi, anche se a volte, quando non era in combattimento, temporaneamente furono aggiunte puleggia-alberi, aste di bandiere, gruette, e tendalini. All'interno della casamatta, i cannoni furono alloggiati su di un ponte continuo. Diversamente dai monitori, i cannoni dovevano sparare attraverso portelli fissi e pertanto la mira era possibile spostando il cannone rispetto al boccaporto. Ciò era laborioso e spesso erano necessari fino a 20 uomini per caricare, mirare, far fuoco e pulire un cannone; anche con questa mano d'opera, il tasso di fuoco non superava un colpo ogni cinque minuti.
Anche se l'Unione utilizzò con successo una flotta di corazzate a casamatta nella campagna del Mississippi, la corazzata a casamatta fu principalmente associata alla Confederazione. 
Ciò fu dovuto in parte alla Battaglia di Hampton Roads, in cui l'Unione con il monitore USS Monitor e la corazzata a casamatta confederata CSS Virginia duellarono, dando origine alla nozione popolare che Il Nord aveva la "Monitor" mentre il Sud aveva la (casamatta) "Corazzata". In effetti, la Confederazione concentrò i propri sforzi sulle corazzate a casamatta come mezzo per forzare i blocchi dell'Unione contro i loro porti, ma questa fu una scelta dettata dalla tecnologia e dai materiali disponibili, piuttosto che dalla fiducia nelle possibilità di questo tipo.